# Pärlplatta

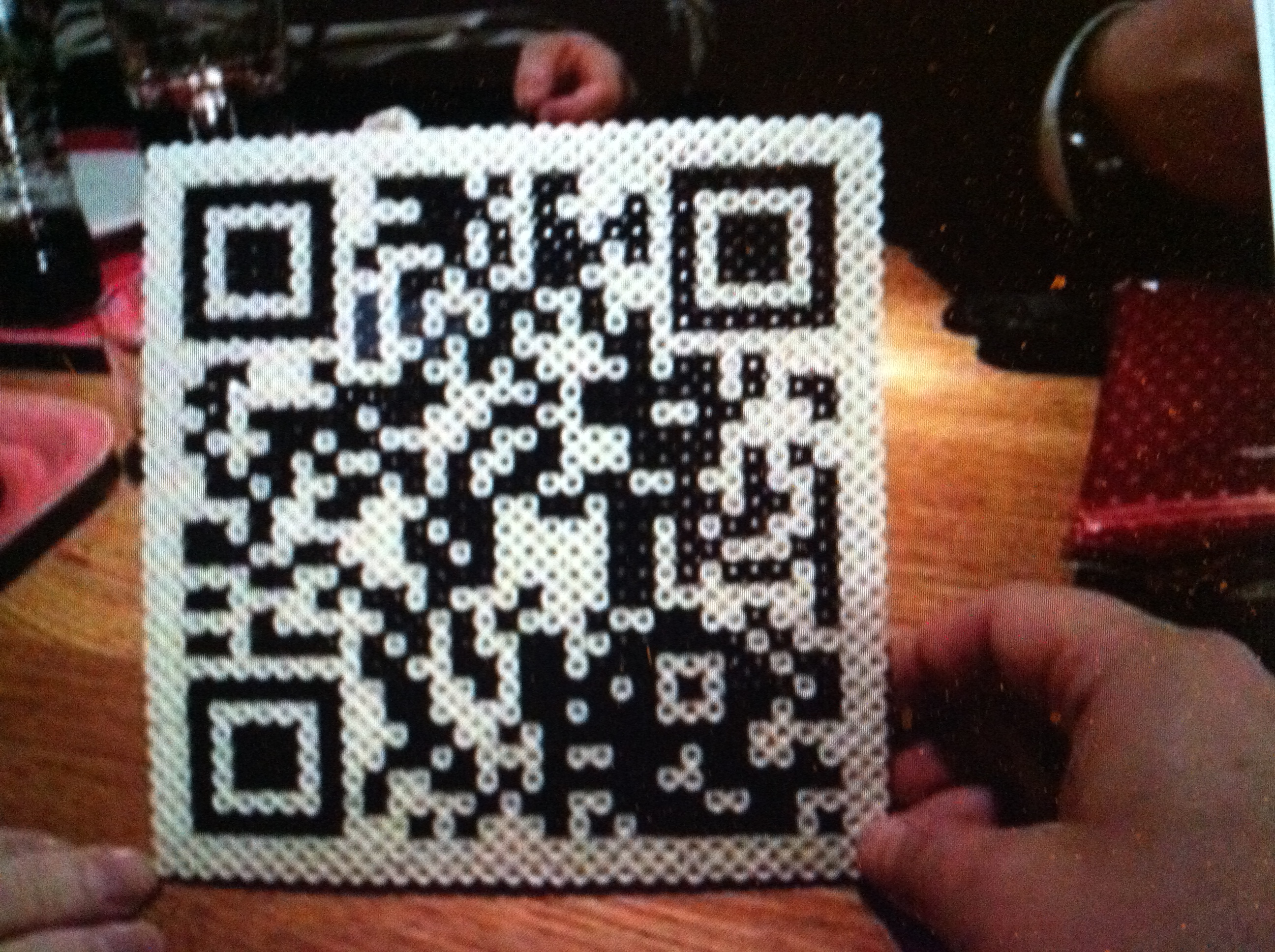
Pärlplatta med QRpediakod, som leder till artikeln om pärlplatta

Pärlplatta är en piggförsedd platta som olikfärgade rörformade plastpärlor läggs på enligt ett mönster, ungefär som en mosaik. När den är färdiglagd kan pärlorna avlägsnas och piggplattan återanvändas, eller så kan man bevara pärlformationen genom att lägga på ett smörpapper och bestryka smörpappret med ett strykjärn. Värmen från strykjärnet får pärlorna att smälta ihop med varandra.
Pärlplattan uppfanns av Gunnar Knutsson (avliden 1993) i Vällingby i början av 1960-talet. Han experimenterade med att sätta rörpärlor på en träbit med spikar, innan han tog patent på en pärlplatta av plast. Pärlplattan var då i första hand tänkt som terapimaterial för åldringar. Därefter blev pärlplattan populär på förskolor, men fick tillfälligt dåligt rykte under 1980-talet, då det misstänktes att gifter frigjordes när plastpärlorna upphettades. Numera är plasten i pärlorna utbytt mot en giftfri sort. På senare tid har pärlplattor blivit vanligare även bland konsthantverkare och konstnärer, men även tv-spelsentusiaster som tillverkar så kallad pixelart av tv-spelsfigurer.
Pärlplattor och pärlor säljs i leksaksaffärer och hobbybutiker.
En kopia av Nattvarden på 7,50 x 1,50 meter har byggts och finns i Önsta Gryta kyrka i Västerås.
Världens största pärlplatta mäter 40,13 kvadratmeter och finns på Arlanda terminal 5. Den är tillverkad av elever på Väringaskolan i Sigtuna och avtäcktes den 7 december 2015. 

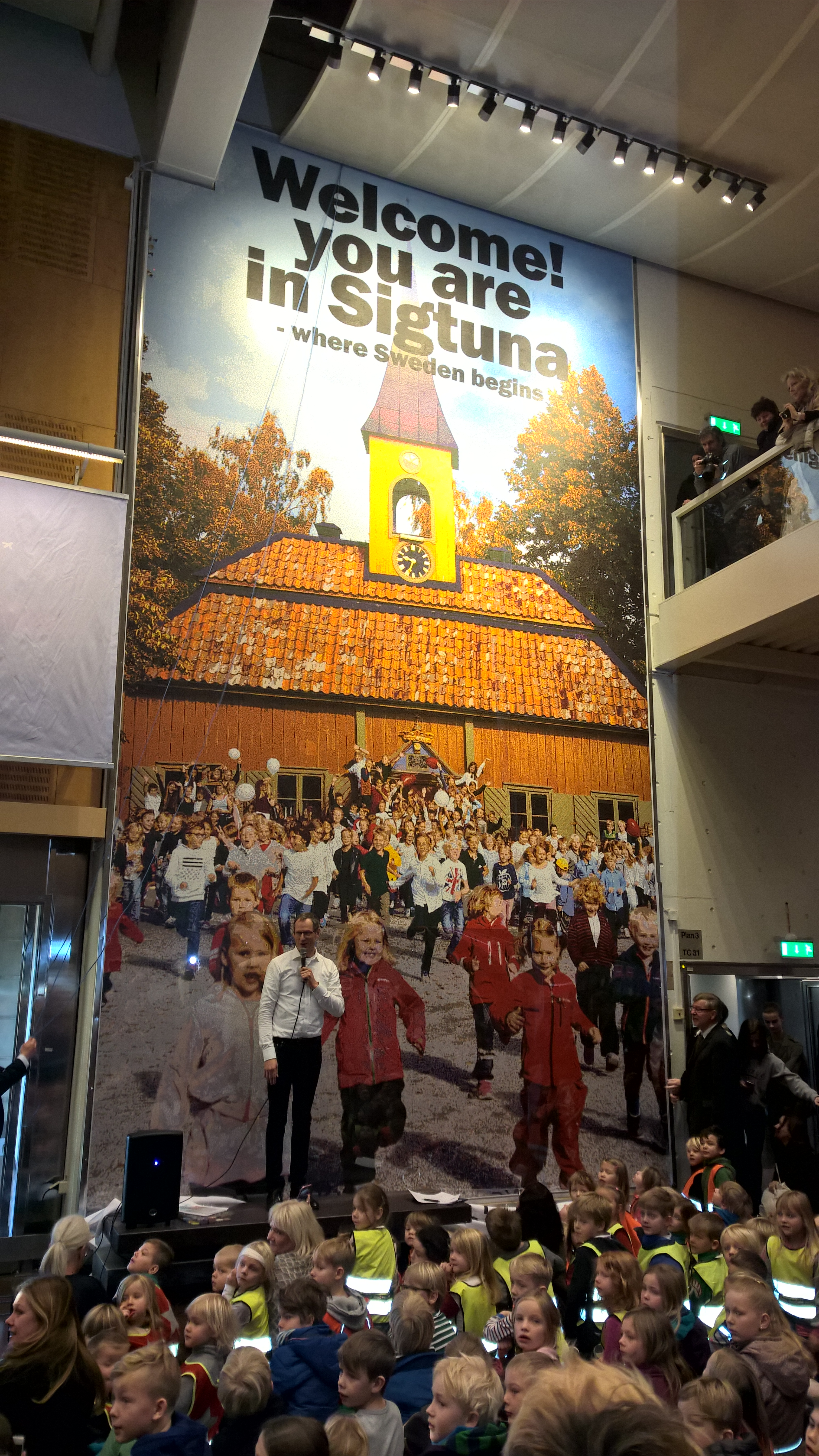
Världens största pärlplatta, 40,13 kvadratmeter, på Arlanda terminal 5.

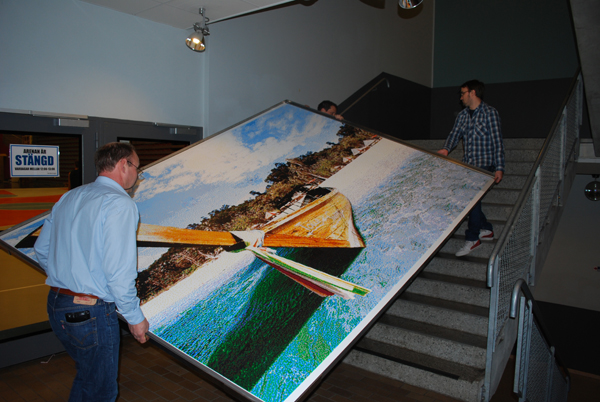
Sveriges näst största pärlplatta med 316 800 pärlor finns i Fryshuset i Stockholm.
Den byggdes färdigt i november 2008 av ungdomar på Fryshusets Gymnasium i Stockholm. Tavlans storlek är 2,40 x 3,30m. Till bygget användes Photopearls och NABBI-pärlor.